# منحنی درآمد-مصرف
در اقتصاد و به ویژه در نظریهٔ انتخاب مصرف‌کننده، منحنی درآمد-مصرف مکان هندسی نقاطی است که بسته‌های مصرفی انتخاب‌شده در هر یک از سطوح مختلف درآمد را نشان می‌دهد.
در اقتصاد اثر درآمدی را تغییر در مصرف ناشی از تغییر در درآمد واقعی تعریف می‌کنند. این تغییر درآمد می‌تواند از دو روش حاصل شود: یا از عوامل بیرونی، یا به واسطهٔ افزایش یا کاهش قیمت کالا که درآمد حقیقی فرد را به ترتیب کاهش و افزایش می‌دهند. نتیجهٔ روش اول منحنی درآمد-مصرف است در ادامهٔ این مقاله مورد بحث قرار گرفته است، اما روش دوم اثر جایگزینی را در پی دارد در مقالهٔ مربوط به مود آن مورد بحث قرار می‌گیرد.

## نظریهٔ مصرف‌کننده

شکل ۱: افزایش درآمد، با ثابت ماندن قیمت همهٔ کالاها، باعث می‌شود مصرف‌کنندگان سبد خرید خود را تغییر دهند. منحنی‌های بی‌تفاوتی منتهی‌الیه چپ و راست متعلق به افراد مختلف با ترجیحات متفاوت هستند، در حالی که سه منحنی بی‌تفاوتی مرکزی متعلق به یک فرد است که منحنی درآمد-مصرف برای او نشان داده شده است. هر خط آبی نشان‌دهندهٔ یک سطح از هزینهٔ مصرفی است و شیب آن به قیمت نسبی دو کالا بستگی دارد.

اثر درآمدی پدیده‌ای است که در پی تغییر در قدرت خرید رخ می‌دهد و نشان‌دهندهٔ تغییر در مقدار تقاضا ناشی از تغییر در درآمد واقعی است. شکل ۱ الگوهای مصرف دو کالای X1 و X2 را نشان می‌دهد که قیمت آنها به ترتیب p1 و p2 است. بستهٔ اولیهٔ *X، بسته‌ای است که مصرف‌کننده آن را روی خط بودجهٔ B1 انتخاب می‌کند. افزایش درآمد پولی مصرف‌کننده، با ثابت بودن p1 و p2، خط بودجه را به موازات خودش به سمت راست جابجا می‌کند.
این بدان معناست که تغییر در درآمد پولی مصرف‌کننده، خط بودجه B1 را به موازات خودش به سمت B2 جابجا می‌کند که در آن بستهٔ 'X انتخاب خواهد شد. باز هم، افزایش درآمد پولی مصرف‌کننده، خط بودجه B2 را به موازات خودش به سمت B3 جابجا می‌کند که در آن بستهٔ "X انتخاب خواهد شد؛ بنابراین، می‌توان گفت که با تغییرات درآمد مصرف‌کنندگان و با ثابت نگه‌داشتن قیمت‌ها، منحنی درآمد-مصرف را می‌توان به صورت مجموعه‌ای از نقاط بهینهٔ مصرف ترسیم کرد.